# Książęca Wieś
Książęca Wieś – wieś w Polsce położona w województwie dolnośląskim, w powiecie trzebnickim, w gminie Żmigród.
We wsi był przystanek kolei wąskotorowej Książęca Wieś.
W latach 1975–1998 miejscowość administracyjnie należała do województwa wrocławskiego.